# Sengese

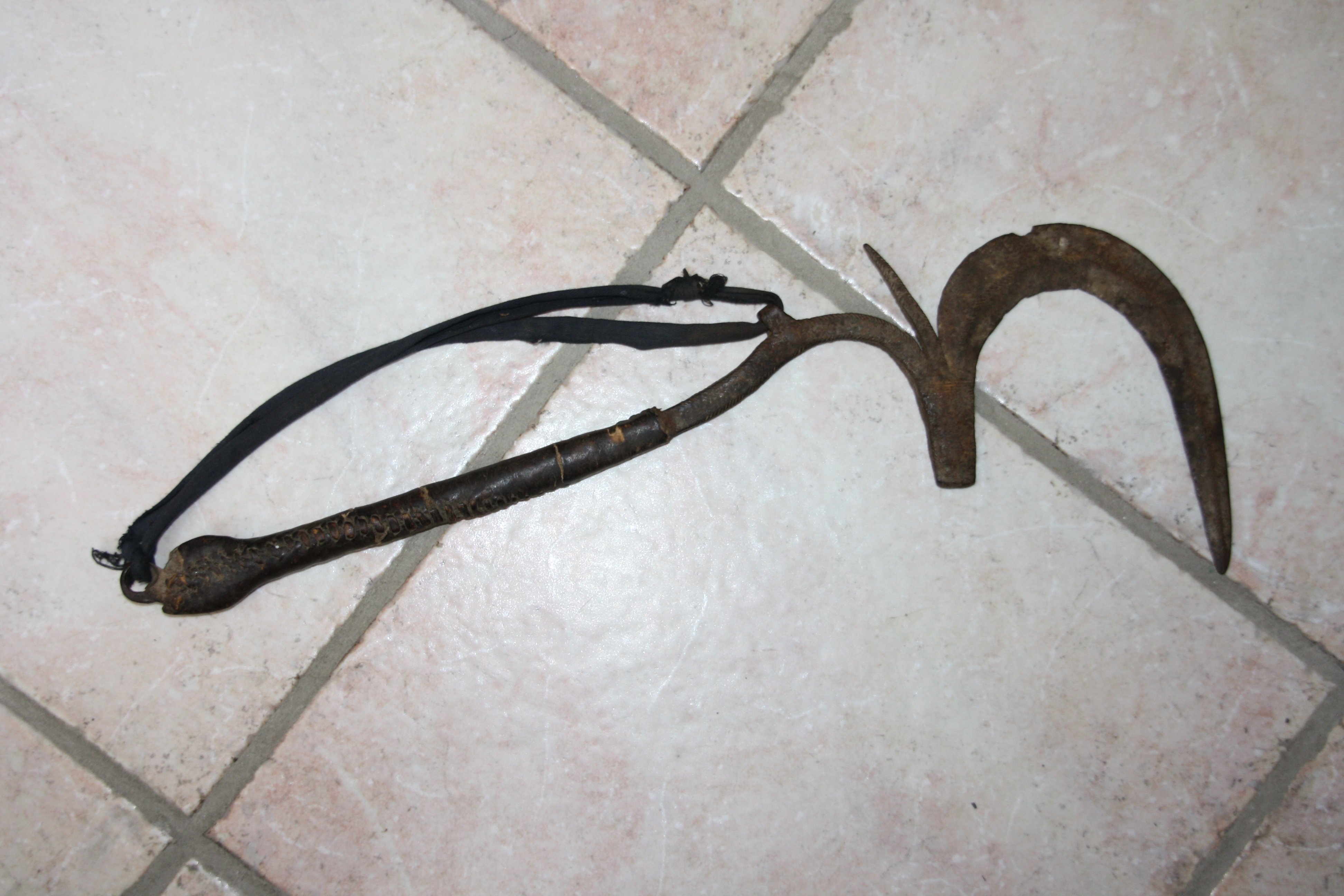
Sengese camerunés

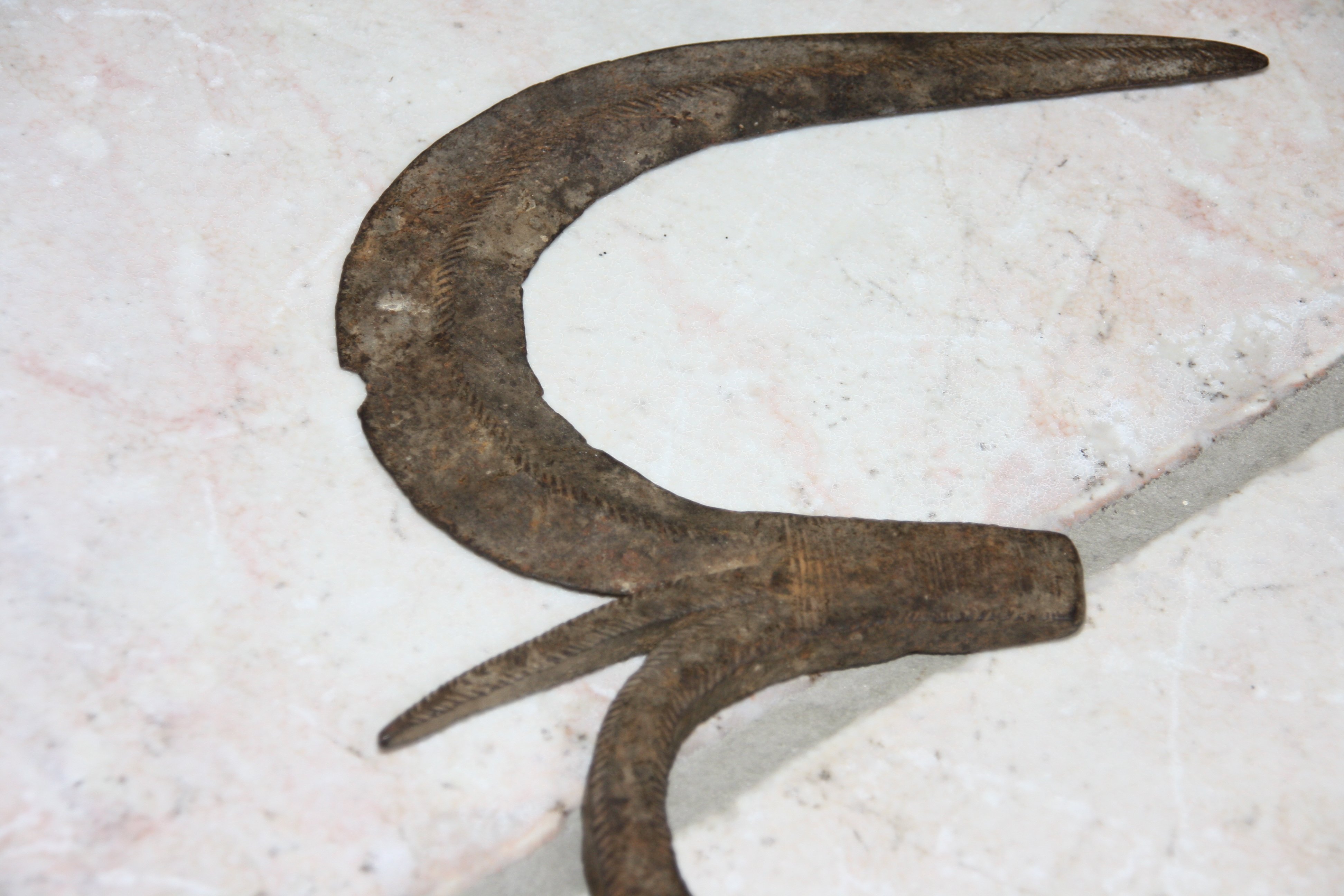
Hoja del sengese

Un sengese es un cuchillo arrojadizo del pueblo matakan del noreste de Nigeria o del norte de Camerún.
Posee forma sinuosa y su mango suele estar recubierto de cuero. También puede ser utilizado como moneda de cambio.